# 罗夫莱迪略德特鲁希略
罗夫莱迪略德特鲁希略，是西班牙埃斯特雷马杜拉卡塞雷斯省的一个市镇。总面积45平方公里，总人口476人（2001年），人口密度11人/平方公里。